# Cashion
Cashion är en kommun (town) i Kingfisher County, och Logan County, i Oklahoma. Vid 2010 års folkräkning hade Cashion 802 invånare.